# Ostiaks

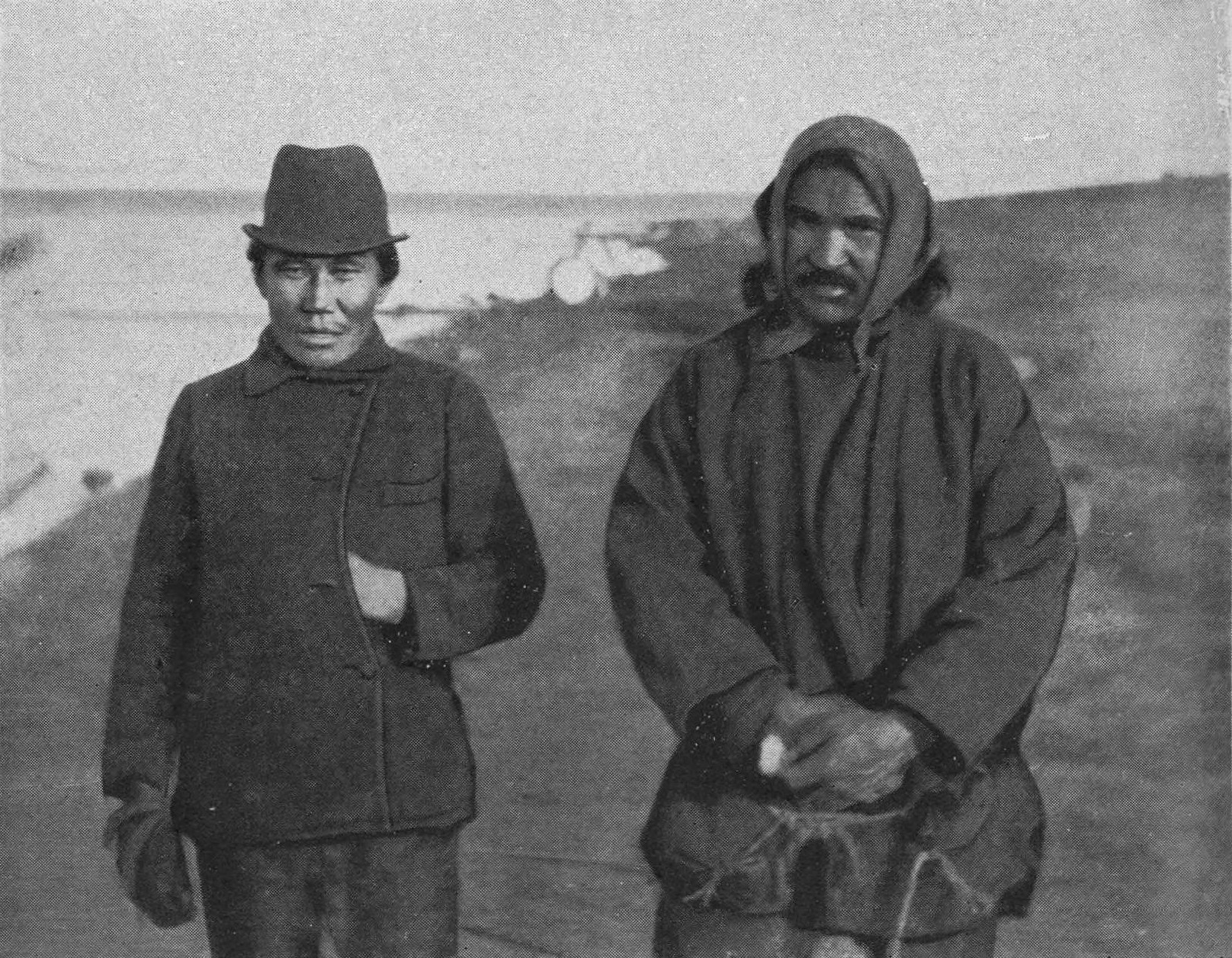
Samoyède-Ienisseï civilisé et Ostiak-Ienisseï, 1913

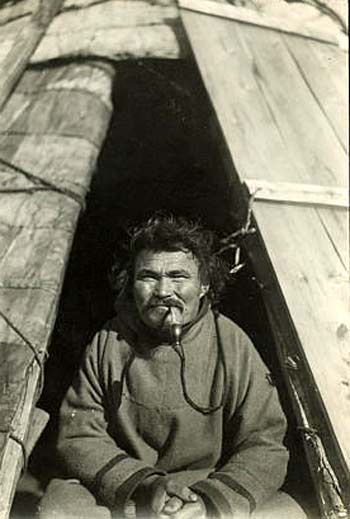
Selkoupe

Les Ostiaks sont un ensemble de peuples de Sibérie, auquel a été donné ce nom, parmi lesquels figurent :
- Les Khantys
- Les Kètes
- Les Selkoupes, dits Ostiaks samoyèdes
- Les Youges

Ils furent évangélisés à partir du XVIe siècle par le missionnaire russe Tryphon de Viatka.